# مايك إدواردز (لاعب كرة قاعدة أمريكي)
مايك إدواردز (بالإنجليزية: Mike Edwards)‏ هو لاعب كرة قاعدة أمريكي، ولد في 24 نوفمبر 1976 في قرية غوشن في الولايات المتحدة.

## وصلات خارجية
- مايك إدواردز (لاعب كرة قاعدة أمريكي) على موقعبيزبول رفرنس.كوم (الدوري الرئيسي) (الإنجليزية)
- مايك إدواردز (لاعب كرة قاعدة أمريكي) على موقعبيزبول رفرنس.كوم (الدوري الثانوي) (الإنجليزية)
- مايك إدواردز (لاعب كرة قاعدة أمريكي) على موقع مشجعي الرسوم البيانية (الإنجليزية)